# Захвалынский, Пётр
Пётр Захвалынский (укр. Петро Захвалинський, известен также под псевдонимом Роман, 1912—1943) — украинский националист, участник Организации украинских националистов (фракция сторонников А. Мельника).

## Биография
В годы гражданской войны — офицер армии Украинской Народной Республики. После поражения Петлюры бежал за рубеж, жил во Франции, вступил в ОУН. После раскола ОУН сохранил верность А. Мельнику.
В октябре 1941 г. в составе «походных групп ОУН» прибыл в оккупированный немецкими войсками Киев, где в звании сотника (капитана) был назначен командиром Киевского куреня, позднее преобразованный в Киевскую вспомогательную полицию.
Занимал должность коменданта полиции г. Киева (с ноября 1941 — также Киевского генерального округа Рейхскомиссариата Украина) до начала 1942 г. (его преемником был В. Буткевич, затем А. Кабайда). В конце 1942 г. переведён на должность сотника (капитана) 2-й сотни 115-го шуцманшафтс батальона), осуществлявшего карательные операции против партизан, сначала на Украине, затем и в Белоруссии. По утверждению ОУНовских источников, вёл националистическую пропаганду среди полицаев, за что был казнён немцами. Вот что пишет о нём один из бывших полицаев Буковинского куреня:
«Сотник Захвалынский был настоящим командиром, поскольку хорошо проявлял себя в вылазках против партизан и хорошо умел поддерживать мораль в сотне. За это всем нравился, даже немцам, но поскольку часто высказывался патриотически, для немцев он оказался нежелательным. Закончилось это тем, что в штабе приняли решение отпустить сотника Захвалынского в отпуск во Францию, где проживала его семья. Перед отъездом в отпуск он получил звание майора, возможно, затем, чтобы ничего не заподозрил и не связал свой отъезд с арестами в Киеве. Летом 1943 г. по дороге во Францию был арестован и вскоре казнён гестапо под предлогом того, что он дезертировал с Восточного фронта.»